# Apocalypse & Chill
Apocalypse & Chill es el sexto álbum de estudio de la banda neerlandesa de metal sinfónico Delain. Fue lanzado el 7 de febrero del 2020 bajo el sello de Napalm Records.

## Lista de canciones
| Apocalypse & Chill |                       |          |  |
| N.º                | Título                | Duración |  |
| 1.                 | «One Second»          | 3:37     |  |
| 2.                 | «We Had Everything»   | 4:08     |  |
| 3.                 | «Chemical Redemption» | 4:39     |  |
| 4.                 | «Burning Bridges»     | 4:14     |  |
| 5.                 | «Vengeance»           | 4:52     |  |
| 6.                 | «To Live Is to Die»   | 3:47     |  |
| 7.                 | «Let's Dance»         | 4:07     |  |
| 8.                 | «Creatures»           | 3:39     |  |
| 9.                 | «Ghost House Heart»   | 2:59     |  |
| 10.                | «Masters of Destiny»  | 4:53     |  |
| 11.                | «Legions of the Lost» | 5:17     |  |
| 12.                | «The Greatest Escape» | 4:26     |  |
| 13.                | «Combustion»          | 5:25     |  |
| 56:03              |                       |          |  |

| Bonus tracks[cita requerida] |                                          |          |  |
| N.º                          | Título                                   | Duración |  |
| 1.                           | «Masters of Destiny» (versión orquestal) |          |  |
| 2.                           | «Burning Bridges» (versión orquestal)    |          |  |
| 3.                           | «Vengeance» (versión orquestal)          |          |  |

## Personal
- Charlotte Wessels – voz principal, voz gutural en Burning Bridges.
- Timo Somers – guitarra líder y rítmica, co-vocalista en One Second, coros.
- Otto Schimmelpenninck van der Oije – bajo.
- Martijn Westerholt – teclados.
- Joey de Boer – batería

### Músicos adicionales
- Yannis Papadopoulos – voz masculina en Vengeance.
- Merel Bechtold – guitarra rítmica en Masters of Destiny.